# Сан-Луис-Потоси (штат)
Сан-Луи́с-Потоси́ (исп. San Luis Potosí; испанское произношение [ˈsan ˈlwis potoˈsi]), полное наименование: Свободный и Суверенный Штат Сан-Луис-Потоси (исп. Estado Libre y Soberano de San Luis Potosí) — штат в Мексике. Территория штата составляет 62 848 км².
На территории штата расположена Пещера Ласточек (исп. Sótano de las Golondrinas). Пещера занимает 2-е место в Мексике и 18-е в мире по глубине сплошного колодца, 376 метров. В ней проводилась часть съёмок фильма «Санктум».

## Этимология

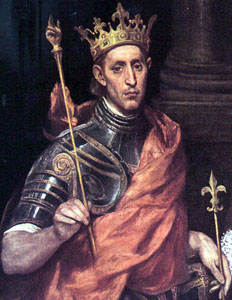
Людовик IX Святой
Эль Греко, Лувр

Первая часть названия — «Сан-Луис» — дана в честь короля Франции Людовика IX Святого (1214−1270), руководителя седьмого и восьмого крестовых походов, вторая — «Потоси» — является метафорой-сравнением города с боливийским городом Потоси, прославившегося своими серебряными рудниками.

## География и климат
Сан Луис Потоси (San Luis Potosí) — расположен в северной части центра страны, в центральной части Мексиканского нагорья, за исключением юго-восточной части штата, которая лежит на плато реки Пануко. На юге граничит со штатами Идальго, Керетаро, Гуанахуато, на западе — со штатом Сакатекас, на севере — со штатом Коауила, на северо-востоке — со штатом Нуэво Леон, на востоке — Тамаулипас, на юго-востоке — Веракрусом. Поверхность плато относительно ровная с несколькими низкими лесистыми горами. Хребет Восточная Сьерра Мадре (Sierra Madre Oriental) проходит с севера на юг через штат и отделяет Мексиканское Плато от равнины у Мексиканского залива. Восточная часть штата — прибрежная равнина. Средняя высота над уровнем моря около 1800 м. Крупных рек нет. Крупнейшая река штата Пануко (Panuco) берёт начало на плато и впадает в Мексиканский залив. Пануко и её притоки текут в южных и юго-восточных районах штата. Север и центр штата дренируют реки и потоки принадлежащие внутреннему водосборному бассейну, который не стекает в море. Климат в штате главным образом засушливый, хотя влажные воздушные массы с Тихого океана влияют на климат западной части штата. Средние температуры колеблются в район 18 °C. В мае температура может достигать +30 °C, а в январе +3 °C. Средний уровень осадков — около 800 мм. На крайнем юго-западе штата уровень осадков достигает 1000 мм.

## История

### Доиспанский период
В доиспанские времена территорию, которую занимает современный штат Сан Луис Потоси была населена людьми около 10 тысяч лет назад. Населяли эти земли племена чичимеков и отоми, которые обитали в северных и центральных районах, и уастеки, паме и ацтеки — в южных и юго-восточных частях. Чичимеки — обобщающий термин для группы различных диких племён охотников-собирателей. Они были совершенно дикие и очень воинственные, жили в постоянных войнах между собой, а их религия была в зачаточном состоянии. Говоря на различных языках имели сходные обычаи. Наиболее известны из чичимеков были племена гуачичилей (исп. guachichiles), маколиев (macolíes), гуамаров (guamares), гуаянов (guayanes), гуашабанов (guaxabanes), машорро (maxorros), самуе (samues), сансы (sanzas), касканы (cascanes), копусы (copuces) и другие. Гуачичили ходили нагими с длинными волосами, спадающими на плечи, их лица были намазаны красной охрой с чёрными полосами, вооружены они были луками и стрелами. Полуобнажённые женщины покрывали себя оленьими шкурами и питались корнями и плодами. Они были хорошими охотниками на оленей, зайцев и других животных и приносили в жертву своих пленников. Оседлые группы майя-уастеков (huastecos) занимали восточную часть современного штата. Великая культура уастеков, по преимуществу сельскохозяйственная, достигла своего зенита между 100 до н. э. и 900 н. э. и получила большое влияние тольтеков. Во всём регионе находят руины церемониальных центров уастеков, таких как Танкануитц (Tancanhuitz), Танкиан (Tanquian), Тампосоке (Tamposoque), Эбано (Ébano) и другие. С XV в. ацтекские императоры Тисок (Tizoc), Ауисотль (Ahuizotl) и Монтесума Шокойоцин (Moctezuma Xocoyotzin) подчинили уастеков и низвели их до положения рабов.

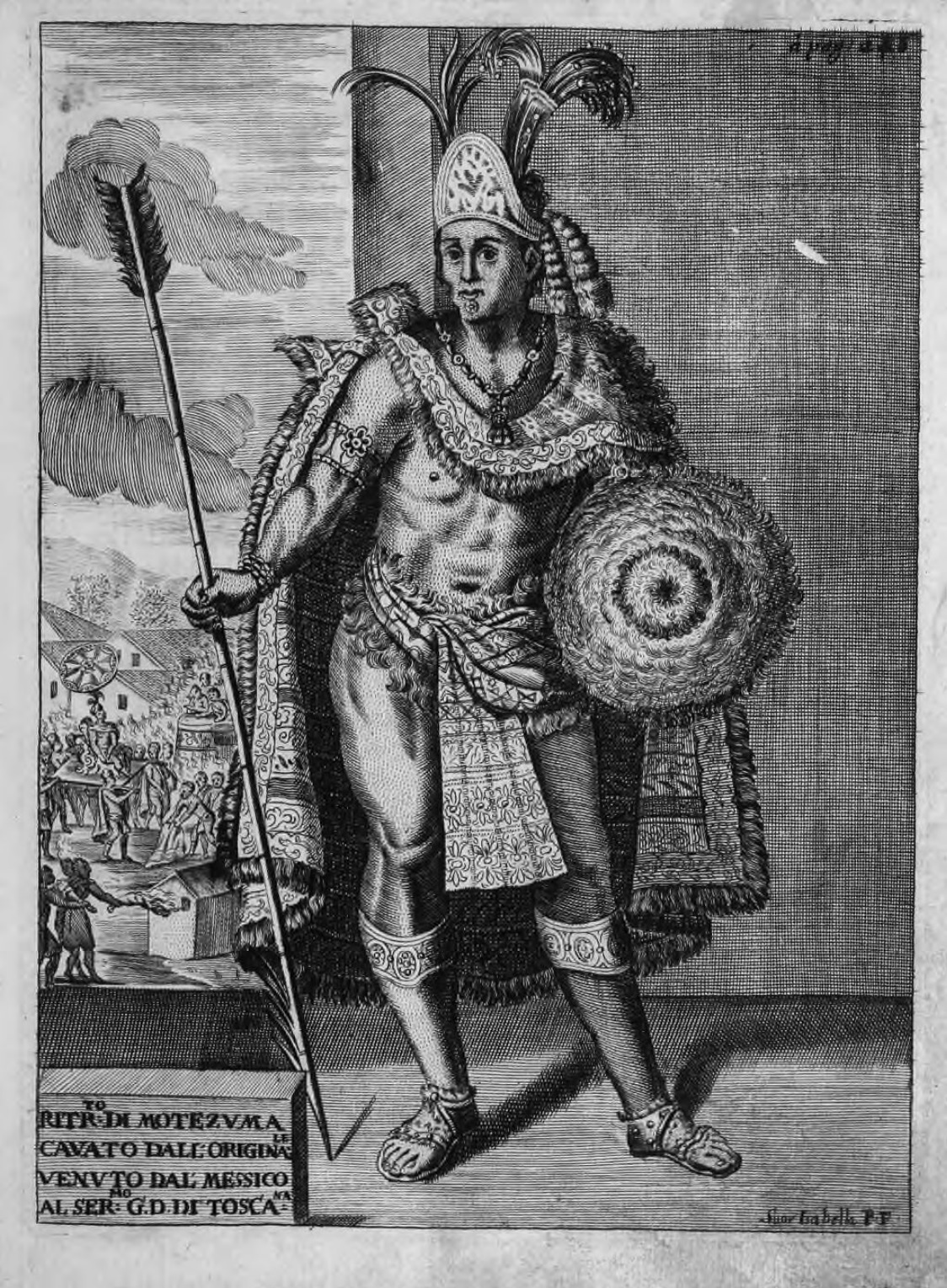
Монтесума II, из Historia de la conquista de México Антонио де Солиса

### Испанский период
После конкисты Мексики испанцами, регион современного штата начал осваиваться ими в середине 16в. В 1550 началась война с чичимеками, которая на время остановила испанское проникновение в северные и центральные районы. Однако европейская экспансия продолжалась. Поселенцы, миссионеры продвигались вперёд, и часто подвергались нападениям чичимеков. Очень воинственные чичимеки нападали на торговцев и миссионеров в пустыне, названной «el gran tunal», пока в 1589 индейцы не были замирены. Война окончилась на следующий год. За 70 лет до основания Сан Луис Потоси были завоёваны уастеки. После поражения чичимеков, сюда начали расселять тлашкальцев.
В начале 1592 были обнаружены залежи золота и серебра в районе современного города Сан Луис Потоси. Ранее были основаны города Мескитик (Mexquitic), Эль Венадо (El Venado) и Эдионда (Hedionda) (совр. Монтесума). В 1592 был основан город названный в честь французского короля Людовика IX Святого — Сан Луис Потоси, первое название которого было Pueblo de San Luis de Mezquitique. Немного ранее был основан францисканский монастырь. В 1603 августинцы построили первую церковь. Иезуиты в 1625 начали строить большое здание школы.
К середине 17в. было разработано множество шахт, росли города. В мае 30. 1656 Сан Луис Потоси получил статус города и герб. С мая по октябрь 1766 в городе Сан Луис Потоси происходили массовые беспорядки из-за экономического положения большинства народа города и близлежащих городов. В июне 24. 1767 были изгнаны иезуиты. Народное восстание было подавлено силой. Замирена провинция Потосина была декретом 1786, когда была образована провинция и Мексика была разделена на 12 провинций. С началом мексиканской войны за независимость, Сан Луис страдал от последствий этого восстания. Восставшие взяли город в 1817, когда испанский каудильо Ф. Х. Мина (Francisco Javier Mina) победил роялистов.

### Период независимости
В середине 1821 генерал Х. А. Эчаварри (José Antonio de Echávarri) принуждал мэра к сдаче площади Сан Луиса армии войск Трёх Гарантий Итурбиде, и провозгласил независимость Сан Луис Потоси. В соответствии с новой федеральной конституцией Мексики принятой в 1824, Сан Луис Потоси получил статус штата, и первым губернатором его стал Х. И. Диас де Леон (José Ildefonso Díaz de León). В октябре 16. 1826 была принята первая конституция штата Сан Луис Потоси. Однако, штат стал одной из арен кровопролитной гражданской войны в Мексике между либералами — сторонниками федеративного государства по типу США, и консерваторами — сторонниками унитарного государства.
В 1835 после победы консерваторов, Конгресс принял новую централистскую конституцию. Таким образом, исчезли местные законодательные органы, а губернаторы стали не избираться, а назначаться центральным правительством.
Такая ситуация продолжалась вплоть до 1857, когда снова была принята либеральная федералистская конституция. Штат пострадал от войны в Техасе в 1836 и американского вторжения в 1846-47. Потоси участвовал в Войне за Реформу. В 1862 началась французская интервенция. Президент Б. Хуарес перенёс столицу страны в Сан Луис Потоси. Во время про-французского режима императора Максимилиана I Сан Луис Потоси стал оплотом либеральной республиканской оппозиции. В это время штат был преобразован в департамент по французскому образцу во главе с префектом. В 1866 была построена телеграфная линия между Сан Луис Потоси и Мехико.
После восстановления республики, к власти пришёл П. Диас (Porfirio Díaz), провозгласивший План Тустепека (Plan de Tuxtepec) по возрождению экономики страны. Губернатором штата был назначен К. Диес Гутьеррес (Carlos Díez Gutiérrez), который проявил себя довольно достойно. Был повышен уровень народного образования, здравоохранения, сельского хозяйства, животноводства и горнодобывающей промышленности. В октябре 1888 была открыта железная дорога Мехико — Ларедо, по которой приехал в Сан Луис Потоси президент республики его семья и некоторые министры. В июне 1889 была открыта железнодорожная ветка Сан Луис — Агуаскальентес. В последующие годы были открыты новые ветки железных дорог. В 1901 началась добыча нефти в Эбано, а в 1902 заработала плотина Сан Хосе. В 1901 в Сан Луисе прошёл Мексиканский либеральный конгресс, на котором впервые был провозглашён призыв за отставку диктаторского режима Диаса.
В 1910 главный соперник Диаса Ф. И. Мадеро (Francisco I. Madero) на президентских выборах был арестован охранкой П. Диаса за призывы к свержению власти. Через год он был выпущен под залог, бежал в США и призвал к вооружённому восстанию против правительства Диаса. Так началась мексиканская революция 1910-17 — наиболее кровопролитная гражданская война в истории Мексики. После принятия новой конституции, в 1929 губернаторы избирались от одной партии — право-социалистической Институционно-Революционной партии (PRI). Во время этого однопартийного периода Сан Луис Потоси был одним из самых спокойных штатов в федерации. Только при проведении аграрной реформы президентом Л. Карденасом (Lázaro Cárdenas) происходили столкновения правительственных войск с крестьянами. В 2003—2009 пост губернатора занимал кандидат консервативной партии Национального Действия (PAN). После чего к власти снова пришла PRI.

## Административное деление

Сан-Луис-Потоси на карте Мексики

Административная карта штата Сан-Луис-Потоси

В административном отношении делится на 58 муниципалитетов:

## Экономика
В структуре ВВП промышленность составляет 26 %, услуги — 18 %, торговля — 7 %, транспорт — 9 %, финансы 15 %, сельское хозяйство — 9 %, строительство — 5 % и горнодобыча — 1 %. Однако, экономика традиционно основывается на горной промышленности. В штате ведётся добыча цинка, меди, свинца, золота, серебра, ртути, марганца и мышьяка. Развита металлургия, химическая, пищевая, табачная и текстильная промышленность. Развивается автосборочная промышленность. Второе место по важности занимает туризм и сфера услуг. Сельское хозяйство занимает третье место по важности. Основными сельскохозяйственными культурами являются кукуруза, бобовые, ячмень, сахарный тростник, цитрусовые, кофе, опунция и манго. Разводят овец, крупный рогатый скот и свиней.

## Герб
Герб представляет собой щит, на лазорево-золотом поле которого изображён французский король Людовик IX Святой, стоящий на золотом холме Серро де Сан Педро. На лазоревом поле изображены два золотых слитка, на золотом — два серебряных (в нарушение правил геральдики), что символизирует горнодобывающую промышленность штата. Щит покоится на золотом картуше. Герб был дарован городу Сан-Луис-Потоси 30 мая 1656 года, а в 1824 году стал гербом всего штата. Штат Сан-Луис-Потоси не имеет официально утверждённого флага. Часто используется белое полотнище с изображением герба в центре.